# Foissy
 Foissy  là một xã ở tỉnh Côte-d’Or trong vùng Bourgogne, phía đông nước Pháp. Xã Foissy nằm ở khu vực có độ cao từ 365-487 mét trên mực nước biển.